# Lucia Stafford
Lucia Stafford (London, Ontario; 18 de agosto de 1998) es una atleta de fondo canadiense especializada en 1500 metros.

## Vida personal
Hija de James Stafford y Maria Luisa Gardner, es la hermana pequeña de Gabriela DeBues-Stafford, con la que tiene otro un hermano mayor, Nicholas. Su madre falleció debido a la leucemia cuando ella tenía 10 años. Tanto Lucia como Gabriela son trilingües y hablan inglés, francés y español.

## Carrera deportiva
Stafford nació en London, ciudad de la provincia de Ontario, y creció en Toronto. Su padre James Stafford fue un ex corredor competitivo y representó a Canadá en cuatro Campeonatos Mundiales de Campo a Través. Ella y su hermana mayor Gabriela DeBues-Stafford se entrenaron inicialmente en bailes irlandeses competitivos, pero DeBues-Stafford pasó a correr, y posteriormente Lucia se unió para pasar más tiempo con su padre y su hermana. Ambas hermanas fueron diagnosticadas con la enfermedad de Graves-Basedow cuando eran adolescentes, siendo, en el caso de Stafford, un obstáculo considerable en el comienzo de su carrera.
En 2016 participó en el Campeonato Mundial de Atletismo Sub-20 que tuvo lugar en Bydgoszcz (Polonia), donde solo participó en la primera ronda de los 1500 metros, ya que no pasó a la siguiente al ser séptima de su serie con un tiempo de 4:22,38 minutos.
En 2017, Stafford ganó el oro en el Campeonato Panamericano de Atletismo Sub-20 en el evento femenino de 1500 metros, con un tiempo de 4:21,70 minutos. Fue aceptada en la Universidad de Toronto para estudiar ingeniería civil, y mientras estuvo allí compitió por los Varsity Blues, igual que su hermana. Dos años después, en la Universiada de 2019, Stafford terminó quinto en las dos pruebas en las que competía: 1500 metros (tiempo de 4:12,70 minutos) y los relevos de 4x400 metros (3:34,62 minutos).
El inicio de la pandemia de coronavirus resultó en la cancelación de gran parte de la temporada atlética de 2020, y los Juegos Olímpicos de Tokio 2020 se retrasaron un año completo. Para Stafford, esto le dio tiempo para recuperarse de un procedimiento de tiroides que ella atribuyó por permitirle entrenar de manera más consistente. En julio de 2021, Stafford fue nombrada para el equipo olímpico de Canadá para competir en los 1500 metros femeninos, junto con su hermana. Se clasificó para la semifinal por entrar dentro de los mejores tiempos registrados, pese a acabar séptima en la tercera ronda, con un tiempo de 4:03,52 minutos. Ya en semifinales, terminó sexta en la segunda serie con un tiempo de 4:02,12 minutos, que supuso su último récord personal. No alcanzó el pase a la final como su hermana, quedando 0,43 segundos por detrás de la española Marta Pérez, que marcó la línea clasificatoria.

## Resultados por competición

### Por temporada
| Representando a Canadá | Representando a Canadá                            | Representando a Canadá | Representando a Canadá | Representando a Canadá | Representando a Canadá |
| ---------------------- | ------------------------------------------------- | ---------------------- | ---------------------- | ---------------------- | ---------------------- |
| Año                    | Competición                                       | Lugar                  | Puesto                 | Modalidad              | Marca (min.)           |
| 2016                   | Campeonato Mundial de Atletismo Sub-20            | Bydgoszcz              | 7.ª (H1)               | 1500 metros            | 4:22,38 min.           |
| 2017                   | Campeonato Panamericano de Atletismo Sub-20       | Trujillo               | 1.ª                    | 1500 metros            | 4:21,70 min.           |
| 2019                   | Universiada                                       | Nápoles                | 5.ª                    | 1500 metros            | 4:12,70 min.           |
| 2019                   | Universiada                                       | Nápoles                | 5.ª                    | Relevos 4x400 metros   | 3:34,62 min.           |
| 2021                   | Juegos Olímpicos                                  | Tokio                  | 6.ª (SF2)              | 1500 metros            | 4:02,12 min.           |
| 2022                   | Campeonato Mundial de Atletismo en Pista Cubierta | Belgrado               | 8.ª                    | 1500 metros            | 4:06,41 min.           |
| 2022                   | Campeonato Mundial de Atletismo                   | Eugene                 | 10.ª (H1)              | 1500 metros            | 4:09,67 min.           |
| 2022                   | Juegos de la Mancomunidad                         | Birmingham             | 11.ª                   | 1500 metros            | 4:13,83 min.           |

### Mejores marcas
| Disciplina                            | Marca        | Lugar    | Fecha                 |
| ------------------------------------- | ------------ | -------- | --------------------- |
| 400 metros lisos (exterior)           | 59,15 s.     | Toronto  | 20 de julio de 2013   |
| 400 metros lisos (pista cubierta)     | 60,59 s.     | Toronto  | 10 de febrero de 2013 |
| 600 metros lisos (pista cubierta)     | 1:30,97 min. | Toronto  | 23 de febrero de 2019 |
| 800 metros lisos (exterior)           | 2:00,80 min. | Windsor  | 12 de junio de 2021   |
| 800 metros lisos (pista cubierta)     | 2:11,28 min. | Toronto  | 15 de febrero de 2015 |
| 1000 metros lisos (exterior)          | 2:38,23 min. | Toronto  | 2 de agosto de 2020   |
| 1000 metros lisos (pista cubierta)    | 2:37,73 min. | Ottawa   | 5 de febrero de 2021  |
| 1500 metros lisos (exterior)          | 4:02,12 min. | Tokio    | 4 de agosto de 2021   |
| 1500 metros lisos (pista cubierta)    | 4:05,70 min. | Toronto  | 29 de enero de 2021   |
| Relevos 4x400 metros (exterior)       | 3:34,62 min. | Nápoles  | 13 de julio de 2019   |
| Relevos 4x400 metros (pista cubierta) | 3:45,03 min. | Edmonton | 11 de marzo de 2017   |